# Living Tomorrow
Living Tomorrow  — бельгийская организация, организовавшая серию проектов и инсталляций в Брюсселе и Амстердаме, основанных на вопросе «Какой будет наша жизнь в недалеком будущем?» и посвященных инновациям и последним разработкам в области обустройства жилого и рабочего пространства.

## История
Первый проект «Дом Будущего» был создан Ф. Бельеном (F. Beliën) и П. Бонжерсом (P.Bongers) в 1995 году и получил пристальное внимание общественности.
Второй проект носил название «Дом и офис будущего» и просуществовал с 2000 по 2005 год.
После двух успешных проектов в Бельгии в 2003 году Living Tomorrow представила свой первый международный проект «Дом и офис будущего» в Амстердаме, который был завершен в 2008 году.
В 2007 году был запущен четвертый проект в Брюсселе под названием «Дом, офис и креативная индустрия будущего». Над этим проектом должны были работать до 2012 года.